# Alex Ma
Wan-Chun Alex Ma, chinesisch 馬萬鈞, Pinyin Liáng Mǎ Wànjūn, (* 1978) ist ein taiwanischer Softwareentwickler.

## Leben
Alex Ma wurde 1978 geboren. In seiner Jugend begann er sich aus Begeisterung für die Star-Wars-Filmreihe und Wing Commander 3 (1994) für Spezialeffekte zu interessieren. Er studierte am Department of Computer Science & Information Engineering an der Nationaluniversität Taiwan, wo er auch seinen Doktor machte. 2005 verbrachte er ein Auslandssemester am Institute for Creative Technologies an der University of Southern California, wo er zwei Jahre blieb und unter Paul Debevec seine Studien beendete. Nach seinem Ph.D. leistete er seinen Wehrdienst in Taiwan ab und arbeitete anschließend für verschiedene Firmen wie Wētā FX, Activision Blizzard und Google.
2019 bekam er als Teil von Debevecs Team den Oscar für technische Verdienste für die Entwicklung der Polarized Spherical Gradient Illumination, einem Verfahren der Gesichtserkennung und -modellierung, ein für die US Army entwickeltes Verfahren, das in verschiedenen Filmen angewandt wird. Damit wurde er nach Regisseur Ang Lee der zweite taiwanesische Oscar-Gewinner.

## Filmografie
- 2009: Avatar – Aufbruch nach Pandora (Avatar)
- 2012: Der Hobbit: Eine unerwartete Reise (The Hobbit: An Unexpected Journey)
- 2013: Iron Man 3
- 2013: Der Hobbit: Smaugs Einöde (The Hobbit: The Desolation of Smaug)
- 2014: Planet der Affen: Revolution (Dawn of the Planet of the Apes)
- 2014: Der Hobbit: Die Schlacht der Fünf Heere (The Hobbit: The Battle of the Five Armies)
- 2015: Fast & Furious 7 (Furious 7)
- 2020: Brahms: The Boy II

## Spiele
- 2016: Call of Duty: Infinite Warfare
- 2017: Call of Duty: WWII
- 2018: Call of Duty: Black Ops 4